# Phacelia cephalotes
Phacelia cephalotes är en strävbladig växtart som beskrevs av Asa Gray. Phacelia cephalotes ingår i Faceliasläktet som ingår i familjen strävbladiga växter. Inga underarter finns listade i Catalogue of Life.